# جوناس يوهانسون
جوناس يوهانسون (بالسويدية: Jonas Johansson)‏ هو لاعب هوكي الجليد سويدي، ولد في 29 مارس 1982 في لوليو في السويد.

## وصلات خارجية
- جوناس يوهانسون على موقع EliteProspects.com (الإنجليزية)
- جوناس يوهانسون على موقع HockeyDB.com (الإنجليزية)